# تپه برآفتاب
تپه برآفتاب‌ رومیانی  مربوط به سده‌های میانی دوران‌های تاریخی پس از اسلام است و در شهرستان رومشکان_ رومیانی  قبرستان قدیمی( دی ور ) رومیانی واقع شده و این اثر در تاریخ ۲۳ بهمن ۱۳۸۵ با شمارهٔ ثبت ۱۷۱۷۹ به‌عنوان یکی از آثار ملی ایران به ثبت رسیده است.